# Язъяван
Язъяван (узб. Yozyovon / Ёзёвон) — городской посёлок (с 1974 года), административный центр Язъяванского района Ферганской области Узбекистана.

## География
Посёлок расположен в 22 км от железнодорожной станции Маргилан (на линии Ахунбабаева — Коканд).

## Экономика и образование
В советское время в Язъяване были построены хлебокомбинат и Ферганский сельскохозяйственный техникум.

## Спорт
В данном городском посёлке базируется футбольный клуб «Язъяван».

## Население
| 1979 | 1989 |
| ---- | ---- |
| 5972 | 7458 |